# Yanko Bratanov
Yanko Bratanov (né le 10 juin 1952 à Sliven) est un athlète bulgare, spécialiste du 400 mètres haies.

## Biographie
Il remporte le titre du 400 m lors des Championnats d'Europe en salle 1976, à Munich, en devançant dans le temps de 47 s 79 l'Allemand Hermann Köhler et le Polonais Grzegorz Mądry. Sur 400 m haies, il atteint la finale des Jeux olympiques de 1976 (6e) et de 1980 (8e).

### Palmarès
| Date | Compétition                    | Lieu     | Résultat | Épreuve     |
| ---- | ------------------------------ | -------- | -------- | ----------- |
| 1975 | Championnats d'Europe en salle | Katowice | 3e       | 4 x 320 m   |
| 1976 | Championnats d'Europe en salle | Munich   | 1er      | 400 m       |
| 1976 | Jeux olympiques                | Montréal | 6e       | 400 m haies |
| 1980 | Jeux olympiques                | Moscou   | 8e       | 400 m haies |

### Records
| Épreuve     | Performance | Lieu  | Date            |
| ----------- | ----------- | ----- | --------------- |
| 400 m haies | 49 s 77     | Fürth | 13 juillet 1976 |